# Roblox Corporation
Die Roblox Corporation ist ein börsennotiertes US-amerikanisches Softwareunternehmen mit Sitz in San Mateo (Kalifornien). Es wurde im Jahr 2004 von David Baszucki und Erik Cassel gegründet und ist der Entwickler der Spieleplattform Roblox, die im Jahr 2006 veröffentlicht wurde. 

## Geschichte

### Gründung und vorbörsliche Finanzierung

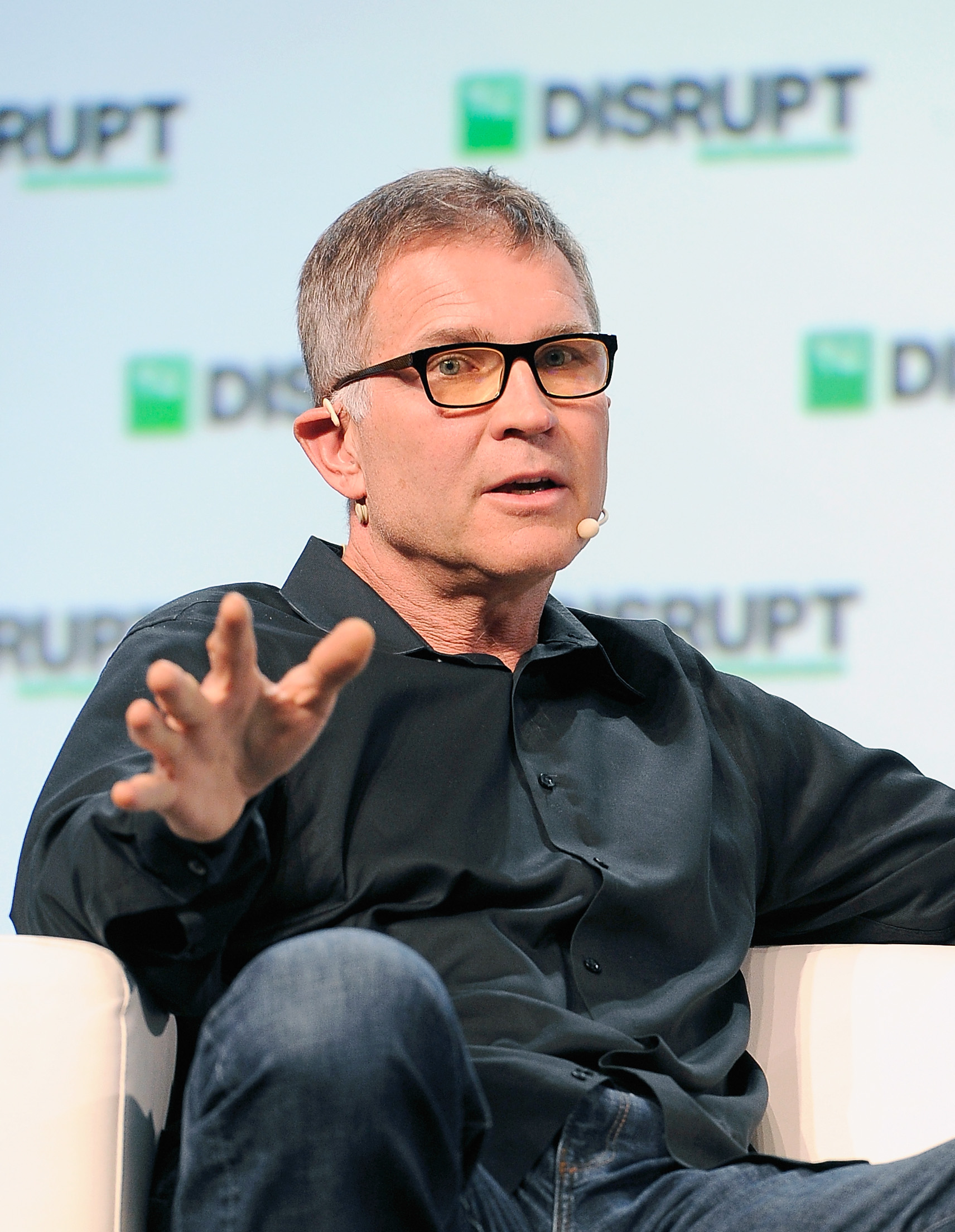
Roblox-Corporation-Gründer und -CEO David Baszucki

Baszucki gründete 1989 das Unternehmen Knowledge Revolution, das eine der ersten Physik-Engines entwickelte. Sowohl Baszucki als auch sein Kollege Erik Cassel wechselten zu MSC Software, die für 20 Millionen US-Dollar Knowledge Revolution übernahmen.
Im Jahr 2004 gründeten sie dann Roblox Corporation und begannen mit vorläufigen Arbeiten am Computerspiel DynaBlocks. Nachdem das Spiel 2005 in Roblox umbenannt worden war, wurde es am 1. September 2006 veröffentlicht.
Cassel starb im Februar 2013 an Krebs. Ende des Jahres hatte die Roblox Corporation bereits 68 Mitarbeiter, die bis Dezember 2016 auf 163 erhöht wurde.
Im März 2017 erhielt die Firma 92 Millionen US-Dollar in einer Finanzierungsrunde, die von Meritech Capital und Index Ventures geleitet wurde. Nachdem im Jahr 2018 die Zahl der monatlich aktiven User mehr als 60 Millionen überstiegen hatte, wurde für die weitere globale Erschließung der ehemalige Apple Manager Chris Misner engagiert. Er war zuvor Leiter der internationalen Expansion für die Region Asien-Pazifik für den Apple Online Store. Unter seiner Führung wurde Roblox in den deutschen, französischen und in Partnerschaft mit Tencent in den chinesischen Markt eingeführt.
PacketZoom, ein Unternehmen das auf die Optimierung von App-Geschwindigkeiten in mobilen Netzwerken spezialisiert ist, wurde die erste Übernahme von Roblox. Der Kaufpreis ist nicht bekannt, jedoch wurde laut PitchBook nach einer Finanzierungsrunde das Unternehmen mit 23 Millionen US-Dollar bewertet. Nach der Übernahme wurde PacketZoom in Roblox eingegliedert und blieb nicht als eigenständige Firma erhalten. Dessen Gründer und CTO Chetan Ahuja wechselte ebenfalls zu Roblox.

### Börsengang
Mit einer weiteren Finanzierungsrunde, diesmal geleitet von Wagniskapitalfirma Andreessen Horowitz, wurden 150 Millionen US-Dollar eingenommen, was Roblox mit 4 Milliarden US-Dollar bewertet. Im Oktober 2020 wurde bekannt, dass Roblox mit Investmentbanken Vorbereitungen für die Börsenzulassungen tätigt. Das wurde überlegt, entweder mit einer IPO oder mit der unüblicheren Variante der Direktnotierung (Direct Listing), zu vollziehen.
Mit Hilfe seiner Investmentbanken wurden die Aktien für eine IPO zu einem vorläufigen Betrag von 1 Milliarde US-Dollar bei der SEC eingereicht. Zu diesem Zeitpunkt beschäftigte Roblox 830 Vollzeitmitarbeiter und zusätzliche 1700 "Trust and Safety Agents".
Im Januar 2021 wurde bekannt, dass eine weitere Finanzierungsrunde, diesmal geleitet durch Altimeter Capital und Dragoneer Investment Group, abgeschlossen wurde, wobei 520 Millionen US-Dollar eingenommen werden konnten und Roblox somit auf 29,5 Milliarden US-Dollar bewertet wurde. Ebenfalls verlautbarte Roblox die anfangs geplante IPO auf eine Direktnotierung ändern zu wollen, womit sie Spotify und der Datenanalysefirma Palantir folgen würden.
Die SEC registrierte zuvor noch Missstände bei Abrechnung der virtuellen Währung Robux, die im Spiel verwendet wird, die laut Roblox bereits behoben wurden. Anschließend genehmigte die NYSE das Direct Listing von Klasse-A-Aktien im Februar 2021. Die Aktien wurden ab 10. März 2021 mit einem Ausgangskurs von 64,50 US-Dollar gehandelt, was Roblox mit 41,9 Milliarden US-Dollar bewertete. Während des Börsengangs entschied sich Roblox dafür kein weiteres Geld aufzunehmen, aufgrund der zuvor stattgefundenen Investitionsrunde, das dafür genutzt werden soll, weitere Mitarbeiter einzustellen. Die Mitarbeiteranzahl wurde bis März 2021 auf über 1000 gesteigert, wobei mehr als 500 allein während COVID-19 eingestellt wurden. Zu diesem Zeitpunkt waren 8 Millionen Entwickler und 1,25 Millionen Spielentwickler auf der Plattform Roblox aktiv. Die Entwicklung von erfolgreichen Produkten verschob sich aber immer weiter von einzelnen Personen auf größere Entwicklungsteams von 10 und mehr Personen, erklärte der CEO von Supersocial, das ein Entwicklungsstudio für Roblox erstellt hat.

### Entwicklung
Der Umsatz wurde von 312 Millionen US-Dollar im Jahre 2018, 488 Millionen US-Dollar im Jahre 2019 bis auf 920 Millionen US-Dollar im Jahr 2020 ausgebaut. Dabei wurde aber seit dem Jahr 2004 bis zum September 2020 kein Gewinn erzielt. Die Verluste stiegen von 97 Millionen und 86 Millionen US-Dollar in den Jahren 2018 und 2019 auf 203 Millionen US-Dollar von Januar bis September 2020. Währenddessen konnte aber die Anzahl der täglich aktiven User von 12 Millionen im Jahr 2018 zu 17,6 Millionen bis 31 Millionen in den Jahren 2019 und den ersten neun Monaten von 2020 erhöht werden.
Die iOS-Version von Roblox erreichte einen kumulierten Umsatz von 1 Milliarde US-Dollar im November 2019, 1,5 Milliarden im Juni und 2 Milliarden US-Dollar im Oktober 2020, was es zur iOS-App mit dem zweithöchsten Umsatz macht. Mehrere Spiele auf Roblox werden einen summierten Umsatz von über 10 Millionen US-Dollar, während alle Entwickler prognostizierte Einnahmen von ungefähr 250 Millionen US-Dollar über das Jahr 2020 erreichen. Im Jahr 2020 wurde Roblox mit 2,29 Milliarden US-Dollar das drittumsatzstärkste Spiel, hinter Tencents PUBG und Honor of Kings.

## Auszeichnungen
Roblox Corporation wurde von Pocketgamer.biz auf die Liste der Top-Mobilspieleentwickler auf Platz sechs im Jahr 2018, Platz acht im Jahr 2019 und Platz sechs im Jahr 2020 gesetzt. Fortune bezeichnet das Unternehmen als einen der Top-Arbeitsplätze von Klein- und Mittelbetrieben in der San Francisco Bay Area in den Jahren 2019 (16. Stelle) und 2021 (14. Stelle). 2020 wurde es als das neunt-innovativste Unternehmen der Welt, beziehungsweise als innovativstes Unternehmen in der Spieleentwicklung von Fast Company ausgezeichnet.